# Бумажков, Тихон Пименович
Ти́хон Пи́менович Бумажко́в (бел. Ці́хан Пі́менавіч Бумажко́ў; 30 июня 1910, посёлок Свиягино (ныне Спасский район Приморского края) — ноябрь 1941) — один из первых организаторов партизанских отрядов во время Великой Отечественной войны. Наряду с Фёдором Павловским — один из первых партизан, удостоенных звания Героя Советского Союза (август 1941 года).

## Биография
Выходец из бедной крестьянской семьи. Русский. В 1907 году семья в поисках заработка переехала из Могилёвской губернии в Приморье (где и родился Тихон), а в 1922 году вернулась на родину. В 1930 году окончил школу рабочей молодёжи в Княжицах.
Член ВКП(б) с 1930 года. Окончил Минский химико-технологический техникум (1933). С 1935 года — директор завода, затем — председатель Петриковского райисполкома Полесской области БССР; с июля 1939 года — 1-й секретарь Октябрьского РК ВКП(б). Депутат Верховного Совета БССР (с 1939 года).
В конце июня — начале июля 1941 года был одним из организаторов истребительного отряда, а затем на его основе — партизанского отряда «Красный Октябрь» в Белоруссии, в котором стал комиссаром. Взаимодействуя с частями Красной Армии, отряд наносил удары по тылам и штабам противника, уничтожал мосты. Так, 18 июля был разгромлен штаб немецкой дивизии в деревне Оземля Октябрьского района: помимо пленных были захвачены 55 броне- и автомашин, 2 радиостанции, 27 мотоциклов, 45 лошадей с повозками и грузом, штабные документы.
Указом Президиума Верховного Совета СССР «О присвоении звания Героя Советского Союза тт. Бумажкову Т. П. и Павловскому Ф. И., особо отличившимся в партизанской борьбе в тылу против германского фашизма» от 6 августа 1941 года за «отвагу и геройство, проявленные в партизанской борьбе в тылу против германского фашизма» удостоен звания Героя Советского Союза.
Этим же Указом звания Героя Советского Союза был награждён командир отряда Фёдор Павловский.
В августе 1941 года был мобилизован в Красную Армию и направлен на Юго-Западный фронт начальником политотдела кавалерийской группы в корпусе О. И. Городовикова.
Старший политрук Бумажков Т. П. — военный комиссар партизанского отряда Белорусского штаба партизанского движения — погиб при выходе из окружения в бою в ноябре 1941 года в районе деревни Оржица Полтавской области.
Похоронен в братской могиле 486 советских воинов в г. п. Оржица.

## Награды
- Указом Президиума Верховного Совета СССР № 606/15 от 6 августа 1941 года первому из организаторов партизанских отрядов на территории оккупированной немцами Белорусской ССР Бумажкову Тихону Пименовичу присвоено звание Героя Советского Союза с вручением ордена Ленина и медали «Золотая Звезда»[8].

## Память

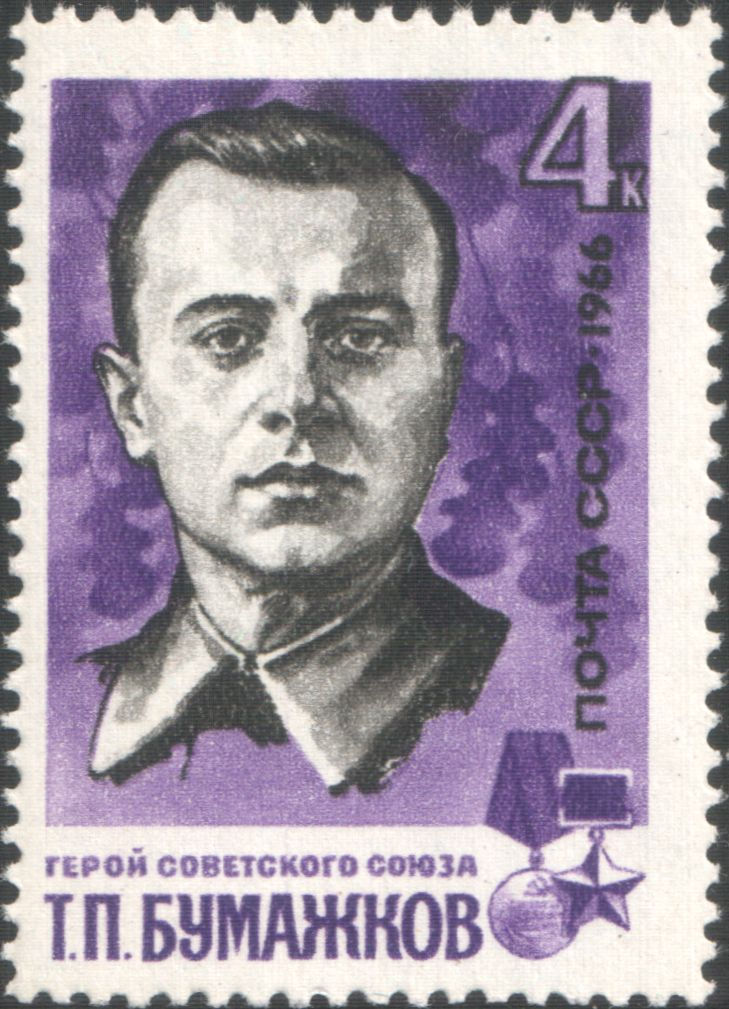
Почтовая марка СССР

- Именем Бумажкова названы улицы в Минске (улица Бумажкова), Мозыре[9], Бобруйске, Октябрьском, Петрикове[10], Поречье (Октябрьский район), переулок и проезд в Минске, переулок в Бобруйске, переулок в Октябрьском.
- В 1969 году в честь Т. П. Бумажкова переименован посёлок Залесье в Октябрьском районе Гомельской области (посёлок Бумажково).
- В 1961 году в Октябрьском (Гомельская область) был установлен памятник Т. П. Бумажкову (скульптор — А. Заспицкий)[11].
- В Минске на доме по адресу ул. Бумажкова, 4, установлена мемориальная доска.
- Имя Т. П. Бумажкова носит кинотеатр в Октябрьском (Гомельская область).
- 17 июня 2010 года в Центре истории и культуры Октябрьского района состоялся круглый стол на тему «Тихон Пименович Бумажков – славный сын Отчизны», посвященный 100-летию со дня рождения первого Героя Советского Союза среди партизан, легендарного комиссара, командира партизанского отряда «Красный Октябрь»[12].
- 17 сентября 2022 года в День народного единства в Октябрьском (Гомельская область) открыт мурал в честь Героя Советского Союза Тихона Бумажкова[13][14].
- Стела с барельефом Т. П. Бумажкова на Аллее Героев в г. п. Октябрьский (Гомельская область).
- Память об отважном партизане живет в стихах и песнях (Кантата «Партизан Бумажков»; Стихотворение Петруся Бровки «Партизан Бумажков»)[15].
- Именем Бумажкова названа железнодорожная станция в Октябрьском районе Гомельской области на линии Рабкор — Бобруйск.
- В Центре истории и культуры Октябрьского района хранятся материалы, посвящённые Т. П. Бумажкову.